# 寺越友枝
寺越 友枝（てらこし ともえ、1931年3月28日 - 2024年2月25日）は、1963年（昭和38年）5月に行方不明になり、1987年（昭和62年）1月に朝鮮民主主義人民共和国（北朝鮮）で生存していることが判明した寺越武志の母親。

## 概要

### 長男の失踪
1963年（昭和38年）5月11日土曜日、中学校に入学して間もない長男、寺越武志（当時13歳）が叔父の寺越昭二（当時36歳）、寺越外雄（当時24歳）とともに小型漁船「清丸」で能登半島沖へメバル漁に出たまま行方不明になった。「清丸」は5月11日午後1時ころに高浜港を出港し、北よりの富来町（現、志賀町）福浦港に立ち寄った後、午後4時ころ福浦の沖400メートルに刺し網を入れた。そこまでは周囲からも確認されており、夜遅くには高浜港に帰港する予定だったが、その日は帰らず、翌朝、高浜港の沖合い7キロメートルの海上を漁船だけが漂流しているところを発見された。購入して間もない「清丸」左舷には他の船に衝突されてできたような損傷があり、塗料も付着していた。転覆やエンジン故障の痕跡はなかった。網は仕掛けられたままとなっており、人間だけが忽然と消えた。見つかったのは、武志の着ていた学生服が漁船近くの海中で拾得された程度であった。当時33歳だった友枝は、どうしてあのとき武志を船に乗せてしまったのだろう、土曜の昼、学校から帰った武志をどうしてあんなに急き立てたのだろうと何度も悔やんだ。
1週間におよぶ海上保安庁や地元漁協の捜索にもかかわらず3人の消息がつかめず、最終的には、戸籍上「死亡（遭難死）」として扱われた。3人は海に投げ出されて死亡したものとみなされたのである。捜索が打ち切られて間もなく、寺越家では3人の葬儀が執り行われた。友枝は涙がとまらなかった。心痛のあまり一週間寝込んだ。やはり、武志はどこかで生きているのではないか、忙しい仕事の合間、海岸などを探す日々がつづいた。

### 生存確認と再会
失踪から24年目の1987年（昭和62年）1月22日、死んでいると思われていた寺越外雄から自身の姉の嫁ぎ先に突然手紙がとどいた。この頃、友枝は結婚した長女の家のある金沢市に移り住んでいた。
罫線のないわら半紙にボールペンで書かれていた外雄の手紙には、3人は失踪後、北朝鮮で暮らすようになったこと、自身は北朝鮮で家庭をもち、2人の子があること、外雄の北朝鮮での住所や朝鮮名が記されてあった。姉の夫はすぐにこれに返信し、本当に外雄本人なのかどうか確定させるための質問も盛り込んだ。外雄の返信により、間違いなく外雄の北朝鮮での生存が確認された。外雄の手紙によれば、武志は生存し、金英浩（キム・ヨンホ）の名で生活し、結婚して子どももいるという。友枝は飛び上がらんばかりに喜び、どうしたら武志に会えるのか、警察、赤十字社、保健所、県庁、考えられるあらゆる場所に手紙を持って尋ね歩いた。世間にはなるべく内緒にしながら日本の寺越家と北朝鮮の外雄とのあいだで手紙のやりとりが続いたが、外雄からの手紙はやがて、金品を送ってくれという内容ばかりが目立つようになった。
これに対し、友枝は1人で奔走して1987年8月、当時の日本社会党訪朝団に同行して初の平壌入りを果たし、武志や外雄と24年ぶりの再会を果たした。すっかり変わってしまった武志に会った友枝は、髪をかきあげてもらって額を確かめた。すると、まぎれもなく武志が小さいときにバットがあたった傷跡が残っていた。友枝の目からは涙があふれた。喜びの再会であったが、平壌滞在中に友枝が何気なく「母ちゃんに会えなくてつらかったやろ」と聞いたときに武志が「神子原のばあちゃんに会いたかった」と答えたことには内心大きな衝撃を受けた。武志が幼いころ家が貧しくて欲しいものも買ってやれず、小さいときから働かせてしまったこと、19歳で母親となった自分は未熟で、何もしてあげられないうちに13歳の息子と離れ離れになってしまったことが悔やまれた。「遭難」の件について、友枝が武志に尋ねると、「もう忘れた。母さんもそのことは聞かないでくれ。これからのことだけを考えて生きていこうよ」と答えを避けた。
その後、友枝は夫の太左衛門をともなって北朝鮮に再び渡り、何度か武志・外雄と会った。しかし、それは親子の自由な面会といえるものではなく、招待状を出してもらい、北朝鮮当局の「特別な配慮」に対する感謝の言葉を述べ、当局に何度も頭を下げ続けた結果、やっと監視つきで面会が許されるというものであった。遭難であれ、拉致であれ、武志はみずから望んで北朝鮮に渡ったわけではない、息子を日本人として一時帰国でいいから日本に帰したい、友枝はそう願った。1997年（平成9年）5月9日、朝日放送テレビのディレクター西田治彦は友枝と同行して海上保安庁を訪れ、武志の死亡認定を取り消すよう担当部局に要請した。このようすはテレビ放映され、事態が大きく動いていった。
1997年6月3日、石川県は武志の一時帰国実現を日本政府に対して要請する方針を決定した。6月27日、石川県議会は武志の戸籍回復と一時帰国を求める意見書を全会一致で可決した。7月1日、武志は金沢市を本籍として戸籍を回復し、彼は再び法的に「日本人」となった。7月31日、友枝は東京におもむいて外務省を訪問し、そこで「日本人妻より先に息子さん（武志）を帰国させる」との言質を得た。友枝は、当初「家族会」の活動に参加していたが、それを続ければ武志に会えなくなると武志に告げられ、わが子に会えなくなるのはつらいと考えた彼女は会の活動から離れた。
2002年（平成14年）10月3日、寺越武志は朝鮮労働党員及び労働団体の代表団の副団長として「来日」を果たした。石川県の生家にも宿泊した。

### 訪朝数十回
寺越武志の生存が判明した1987年1月以降、友枝は当初は数年に1度、その後年に数回の割合で頻繁に訪朝していたが、万景峰号の日本入港が禁止されたことによる渡航費の増加に苦しんでいる。1回北朝鮮に行くのにかかる費用は数十万円にのぼる。2009年1月の訪朝で50回、2018年4月の訪朝で66回に達した。66回目の訪朝は、健康問題によって13年4月以来5年ぶりであった。「働いた、働いた、働いた、年金も使わずに、年金貯めて、貯めて、貯めては、…」と友枝は語った。北朝鮮への旅費は清掃員として得た給金などを充てている。北朝鮮に渡航するたび、衣類や食料品を詰め込めるだけ積み込み、電化製品や金なども与える。3人の孫の結婚費用も友枝が援助した。
周囲の人からは「度々訪朝することで北朝鮮の外貨獲得に貢献している」、「北朝鮮に洗脳された」などと陰口をたたかれた。しかし友枝は「北朝鮮に媚びているのではなく、これまでできなかった親らしいことを、今しているだけです」と反論している。家族会（北朝鮮による拉致被害者家族連絡会）の活動にも参加していたが、武志本人が拉致を否定したため会の活動から離れた。

### 死去
2024年2月25日、呼吸不全のため死去。92歳没。

## 家族
夫の寺越太左エ門（1921年生まれ）は武志と再会した後、2001年7月に訪朝した際そのまま北朝鮮に留まり、平壌市内で武志一家と生活していたが、2008年1月12日、平壌市の武志宅にて86歳で死去した。

## 著書
- 『生き別れて37年 北朝鮮にいる息子よわが胸に帰れ』徳間書店、2000年12月。ISBN 978-4198612863。

## 演じた人物
- 『封印された「拉致」 海に消えた真実 〜母・寺越友枝 愛の戦い41年〜』2004年9月24日（フジテレビ） - 演：泉ピン子[17]